# São João do Paraíso (Maranhão)
São João do Paraíso is een gemeente in de Braziliaanse deelstaat Maranhão. De gemeente telt 11.729 inwoners (schatting 2009).